# Cenwulf (roi de Mercie)
Vous lisez un « bon article » labellisé en 2016.
Pour les articles homonymes, voir Cenwulf.
Cenwulf (également orthographié Coenwulf ou Kenulf) est roi de Mercie de 796 à sa mort, en 821.
À la mort d'Ecgfrith, fils et éphémère successeur du puissant Offa, Cenwulf, qui ne leur est pas apparenté, accède au pouvoir. Dès son avènement, il est confronté à la rébellion des habitants du Kent et de l'Est-Anglie, qui avaient été soumis par Offa. Le Kent est reconquis dès 798, tandis que l'Est-Anglie conserve son indépendance jusqu'en 805 au plus tard. Cenwulf mène également plusieurs campagnes contre les Gallois et entre en conflit avec la Northumbrie à au moins une occasion, tout en y soutenant vraisemblablement les adversaires du roi Eardwulf.
Une longue querelle oppose Cenwulf à Wulfred, archevêque de Cantorbéry, qui s'oppose au contrôle séculier des établissements religieux. Leur antagonisme est tel que Wulfred se retrouve empêché d'exercer ses fonctions pendant au moins quatre années. Ce n'est qu'après la mort de Cenwulf que la situation est apaisée au terme de négociations entre sa fille Cwenthryth et l'archevêque.
D'après une légende, le fils de Cenwulf, Cynehelm, aurait été assassiné dans le cadre de luttes intestines. Le successeur de Cenwulf est en tout cas son frère Ceolwulf. Celui-ci ne règne que deux ans avant d'être déposé, et est le dernier membre de la famille de Cenwulf à avoir gouverné la Mercie. L'hégémonie mercienne sur le sud de l'Angleterre ne survit guère à Cenwulf, dont les successeurs sont éclipsés par l'ascension du Wessex.

## Contexte et sources

Les royaumes de Grande-Bretagne à l'époque de Cenwulf.

Durant la majeure partie du VIIIe siècle, l'Angleterre au sud du Humber est dominée par le royaume de Mercie, dont le cœur historique se trouve dans les Midlands. Bède le Vénérable rapporte dans son Histoire ecclésiastique du peuple anglais que le roi Æthelbald (716-757) exerce son hégémonie sur tous les autres royaumes du sud de l'île. Après son assassinat, en 757, Beornred lui succède brièvement avant d'être remplacé par Offa (757-796), qui maintient ou rétablit la domination mercienne sur le Kent et l'Est-Anglie tout en s'alliant au Wessex. En ce qui concerne sa succession, Offa semble avoir cherché à éliminer tous les rivaux potentiels de son fils Ecgfrith, mais, comme l'a écrit Alcuin, conseiller et clerc à la cour de Charlemagne, « le sang répandu par le père retomba sur le fils ». En effet, Ecgfrith ne survit à son père que cinq mois, laissant ensuite le trône à Cenwulf. Les sources n'indiquent pas la nature de son décès, mais la correspondance d'Alcuin laisse penser qu'il a été assassiné.
Il existe un important corpus de lettres datant de l’époque : la plupart ont été écrites par Alcuin, qui correspondait avec des rois, des nobles et des religieux de toute l’Angleterre, et nous disposons aussi des lettres échangées par Cenwulf et le pape. Une autre source importante est la Chronique anglo-saxonne, une collection d’annales en vieil anglais ; mais elle provient du Wessex et pourrait être biaisée en faveur de ce royaume. Il existe aussi un certain nombre de chartes, des documents attestant l’octroi de terres par les rois à leurs vassaux ou à des religieux,, avec en appendice les noms des témoins des bénéficiaires et du donateur. Ces listes de témoins peuvent offrir des indications d'ordre politique : ainsi, dans le diplôme d'Ismere (736), Æthelric, fils de Oshere, roi des Hwicce, est désigné comme subregulus ( « sous-roi ») d'Æthelbald.

## Famille
Cenwulf est le fils d'un certain Cuthbert, peut-être l’ealdorman de ce nom qui apparaît comme témoin sur des chartes du règne d'Offa. Cenwulf apparaît lui aussi sur certaines de ces chartes. Selon la liste généalogique des rois de Mercie qui figure dans la « Collection anglienne », Cenwulf est le descendant d’un certain Cenwealh, un frère du roi Penda inconnu par ailleurs. Il est possible qu’il s’agisse en fait de Cenwealh de Wessex, qui épouse une sœur de Penda avant de la répudier.
La famille de Cenwulf est peut-être apparentée à la famille royale des Hwicce, un royaume soumis à la Mercie centré sur la vallée basse de la Severn. Elle semble avoir détenu un certain pouvoir, sans pour autant être de sang royal. En effet, dans une lettre de 797 à l'adresse du peuple du Kent, Alcuin déplore qu'« il ne reste plus personne de la vieille race des rois ». Cependant, il n'est pas certain que cette insinuation vise Cenwulf, car Eardwulf est monté sur le trône de Northumbrie la même année et dans les mêmes circonstances que lui. Il est certain qu'Alcuin a très mauvaise opinion de Cenwulf, qu'il considère comme un tyran et à qui il reproche d'avoir changé de femme de manière cavalière.
Une charte de 799 cite une épouse de Cenwulf nommée Cynegyth. Bien qu'il s'agisse d'un faux, il est possible que ce détail soit véridique,. Des chartes plus fiables, datant de 804 à 817, mentionnent une autre femme, nommée Ælfthryth,. La fille de Cenwulf, Cwenthryth, lui survit et reçoit en héritage le monastère de Winchcombe incorporé aux biens familiaux par son père, source d'une longue querelle avec l'archevêque Wulfred. On connaît également un fils à Cenwulf, nommé Kenelm ou Cynehelm. Un ealdorman portant ce nom est témoin de chartes jusque vers 811,, mais il pourrait s'agir d'une personne différente du fils de Cenwulf. Selon l'évêque Asser, biographe du roi du Wessex Alfred le Grand, son épouse Ealhswith est issue de la lignée des rois de Mercie par sa mère Eadburh, et une charte de son frère Æthelwulf suggère qu'ils sont tous les deux des descendants de Cenwulf,.

## Règne

### Avènement

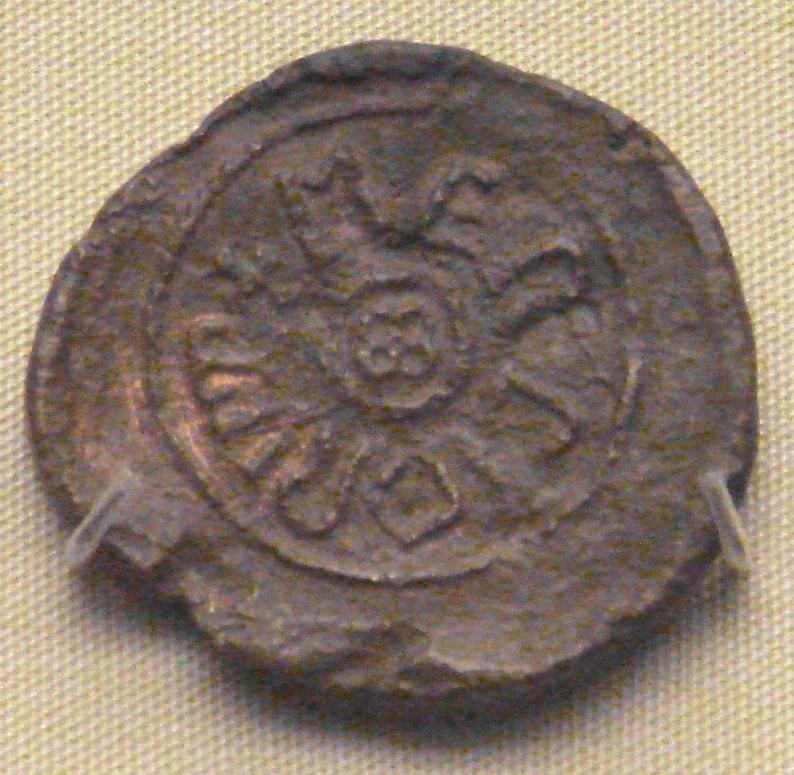
Bulle de plomb de Cenwulf.

Selon la Chronique anglo-saxonne, le règne d'Ecgfrith ne dure que 141 jours. Le décès d'Offa pouvant être daté au 26 ou au 29 juillet 796, il s'ensuit que Cenwulf arrive au pouvoir le 14 ou le 17 décembre de la même année. La domination mercienne sur les autres royaumes du sud paraît alors faiblir. Une charte dont l'authenticité est douteuse, datée de 799, témoigne de l'éloignement de la Mercie et du Wessex,. En Est-Anglie, le roi Eadwald commence à frapper monnaie, signe qu'il reprend son indépendance vis-à-vis de la Mercie. Le Kent se soulève à la mort d’Ecgfrith, ou peut-être même avant la mort d'Offa,. Il retrouve un roi en la personne de l'exilé Eadberht Præn, rentré en Angleterre avec le soutien de Charlemagne, qui frappe lui aussi ses propres monnaies. L'archevêque de Cantorbéry Æthelheard refuse de le reconnaître et prend la fuite, abandonnant probablement la cathédrale Christ Church en proie au pillage.

### Politique extérieure

L'Angleterre sous le règne de Cenwulf.

Avant d'envahir le Kent, Cenwulf cherche à faire reconnaître par le pape Léon III l'irrégularité de la situation d'Eadberht : ce dernier ayant été précédemment ordonné prêtre, il n'a aucun droit sur la couronne kentique. Cenwulf souhaite également que le pape déplace le siège de l'archevêché de Cantorbéry à Londres, une ville qui se trouve encore sous sa férule. Ce déplacement aurait également l'avantage de réduire le pouvoir d'Æthelheard,. Léon III refuse cette requête, mais il reconnaît en 798 que les prétentions d'Eadberht sur le Kent sont infondées et l'excommunie. Cenwulf envahit aussitôt son royaume, s'empare d'Eadberht et lui fait crever les yeux et trancher les mains avant de le ramener en Mercie. Des sources ultérieures mentionnent son emprisonnement à l'abbaye de Winchcombe, une possession de la famille de Cenwulf. Cenwulf installe par la suite (au plus tard en 801) son frère Cuthred sur le trône du Kent. Après la mort de Cuthred, en 807, il prend directement le contrôle de ce royaume : c'est ainsi qu'il signe une charte de 809 en tant que rex Merciorum atque provincie Cancie, « roi des Merciens et de la province du Kent ».
La domination mercienne sur l'Essex, instaurée par Offa, persiste sous Cenwulf. En 798, le roi Sigeric abdique pour se rendre en pèlerinage à Rome et nomme pour successeur son fils Sigered. Celui-ci apparaît sur deux chartes de Cenwulf datant de 811 avec le titre de rex, mais son titre est progressivement réduit par la suite, d'abord à subregulus « sous-roi », puis dux, « ealdorman »,. La chronologie des événements en Est-Anglie est moins claire, mais les monnaies à l’effigie d'Eadwald cèdent la place à celles de Cenwulf vers 805. C'est donc vraisemblablement vers cette date que la suzeraineté mercienne sur la région est rétablie.
Les relations entre la Mercie et le Wessex restent cordiales jusqu'à la mort du roi Beorhtric, en 802. Son successeur, Ecgberht, a passé quelque temps en exil à la cour de Charlemagne, tout comme Eadberht Præn. D'après la Chronique anglo-saxonne, le jour même du couronnement d'Ecgberht, un chef des Hwicce nommé Æthelmund franchit la Tamise à Kempsford, mais il est repoussé par Weohstan à la tête de soldats du Wiltshire. Par ailleurs, toujours selon la Chronique, Ecgberht est issu de la lignée royale du Kent et pourrait donc prétendre à ce trône, même s'il n'en fait rien du vivant de Cenwulf. Le Wessex d'Ecgberht ne semble jamais avoir été soumis à Cenwulf, mais la puissance de celui-ci est indiscutable : il est le premier roi anglo-saxon à prendre le titre d'« empereur » sur une de ses chartes, et le seul avant le Xe siècle.
En 796 ou 797, les Gallois attaquent la Mercie à Rhuddlan. Cenwulf riposte en 798, lors d'une campagne qui voit la mort de Caradog ap Meirion, le roi de Gwynedd. Vingt ans plus tard, vers 816. Cenwulf mène une campagne contre le nouveau roi Hywel ap Caradog, ravage le Snowdonia et fait main basse sur le petit territoire de Rhufoniog, près de Rhos. Les Merciens participent peut-être à une bataille qui se déroule à Anglesey en 817 ou 818, et l’année suivante, Cenwulf et son armée dévastent le Dyfed, au sud-ouest du pays de Galles.
Le roi de Northumbrie Æthelred est assassiné en avril 796, et moins d’un mois plus tard, son successeur Osbald est déposé par Eardwulf. En 800, ce dernier fait assassiner Alhmund, fils du roi Alhred de Northumbrie (765-774). Un culte se développe autour du prince martyr dans la localité mercienne de Derby, ce qui laisse à penser que Cenwulf a joué un rôle dans les querelles dynastiques de Northumbrie. Il héberge les rivaux d'Eardwulf, donnant lieu à une invasion northumbrienne de la Mercie en 801. Cette invasion n'est qu'un coup d’épée dans l’eau, et la paix est signée entre les deux rois sur un pied d'égalité. Cependant, il est probable que Cenwulf aide en sous-main les révoltés northumbriens qui renversent Eardwulf en 806, et qu'il continue à les soutenir après le retour au pouvoir de celui-ci en 808.

### Relations avec l'Église

Les diocèses d'Angleterre jusqu'à l'abolition de l'archevêché de Lichfield.

En 787, Offa convainc l'Église de créer un nouvel archevêché à Lichfield, dont l'autorité s'étend sur les diocèses de Worcester, Hereford, Leicester, Lindsey, Dommoc et Elmham. Tous ces diocèses du centre de l'Angleterre sont ainsi enlevés à l'autorité de l'archevêque de Cantorbéry Jænberht, qui ne conserve sous sa houlette que ceux du sud et du sud-est (ce découpage n'est attesté que chez le chroniqueur du XIIe siècle Guillaume de Malmesbury, mais semble plausible). Hygeberht, l'évêque de Lichfield, devient son premier archevêque.
Les lettres échangées en 798 par Cenwulf et le pape Léon III au sujet de Lichfield illustrent leurs intérêts contradictoires quant à la situation dont ils ont hérité. Le roi de Mercie souhaite que Londres devienne le siège de l'unique archevêché du sud, supplantant aussi bien Lichfield que Cantorbéry, en accord avec le projet initial du pape Grégoire le Grand. D'après lui, la création de l'archevêché de Lichfield n'aurait été que le fruit de l'inimitié entre Offa et Jænberht. De son côté, Léon III ne tient pas à donner l'impression que la papauté approuvait les motifs d'Offa et justifie donc la création de l'archevêché de Lichfield par la grande taille du royaume de Mercie. À l'époque de ces échanges épistolaires, le Kent a repris son indépendance de la Mercie et Eadberht Præn en a chassé l'archevêque Æthelhard, ce qui explique sans doute en partie le désir de Cenwulf d'installer l'archevêché dans une ville qui se trouve encore sous son contrôle. Le 18 janvier 802, le pape rétablit l'autorité d'Æthelhard sur les églises qui dépendaient de Lichfield. Æthelhard organise un concile à Clofesho qui abolit l'archidiocèse de Lichfield le 12 octobre 803. Hygeberht y assiste en tant que simple abbé, ce qui implique qu'il avait abandonné sa charge.
Æthelhard meurt le 12 mai 805. Son successeur Wulfred est autorisé à battre monnaie, sans qu’apparaisse sur l'avers de ses pièces l'effigie de Cenwulf, peut-être le signe d'une bonne entente entre le roi et l'archevêque. Un conflit aux causes inconnues ne tarde pas à survenir entre eux, s'envenimant au point d'être mentionné dans une lettre de Léon III à Charlemagne en 808. En juillet 816, Wulfred préside un concile à Chelsea qui remet en question la mainmise du pouvoir temporel sur les biens de l’Église. Le concile décrète que Cenwulf n’a pas le droit de nommer les supérieurs des monastères, masculins comme féminins, alors même que Léon III et son prédécesseur Adrien Ier avaient autorisé Offa et Cenwulf à procéder à ces nominations, et ce dernier vient justement de nommer sa fille Cwenthryth abbesse de Minster-in-Thanet. Léon III meurt en 816, et son successeur Étienne IV au mois de janvier suivant. C'est donc le pape suivant, Pascal Ier, qui confirme Cenwulf dans ses privilèges. La dispute avec Wulfred ne cesse pas pour autant : jusqu'à la fin du règne de Cenwulf, Wulfred n'apparaît que sur deux chartes de 817 par lesquelles le roi concède des terres à Deneberht, évêque de Worcester. Selon une source, Cenwulf aurait empêché Wulfred d’exercer son apostolat pendant six ans, période pendant laquelle aucun baptême n’a lieu, mais il semble que la suspension n'ait duré que quatre ans,.
En 821, Cenwulf menace Wulfred d'exil lors d'un concile à Londres si l'archevêque ne lui restitue pas un domaine d’une superficie de trois cents hides, et s'il ne lui règle pas une amende de cent vingt livres,. Wulfred semble s'être soumis, mais à la mort de Cenwulf plus tard la même année, le litige n’est toujours pas réglé. Ce n'est qu’en 826 ou 827 que Wulfred parvient à un accord avec Cwenthryth, la fille du roi. Il officie pourtant pendant la cérémonie d’intronisation de Ceolwulf, frère de Cenwulf, le 17 septembre 822, ayant probablement recouvré ses prérogatives archiépiscopales au début de l'année 822,.

### Monnaies

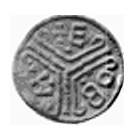
Tribraque de Cenwulf.

La frappe de Cenwulf hérite du grand penny d'argent apparu à l'époque d'Offa. Ses premières pièces sont presque identiques à celles mises en circulation pendant les trois dernières années du règne d'Offa, et proviennent certainement des monnayeurs de Londres, puisque les ateliers de Cantorbéry et d'Est-Anglie étaient sous le contrôle d'Eadberht Præn et Eadwald respectivement. L'apparition du « tribraque », avec ses trois lignes radiales convergeant au centre, date d'avant 798. Ce dessin apparaît à Londres avant d'être adopté à Cantorbéry (certains portent le nom de Cuthred), mais l'Est-Anglie l'ignore. Une frappe avec effigie apparaît dans les trois ateliers du Sud vers 805. À partir de 810 environ, une série de dessins variés apparaît à l'avers des pièces, dont plusieurs sont communs à l'ensemble des monnayeurs. C’est aussi vers cette date qu’apparaît un nouvel atelier à Rochester, dans le Kent.
En 2001, une pièce d'or portant le nom de Cenwulf est découverte sur un sentier longeant l'Ivel à Biggleswade, dans le Bedforshire. Ce mancus de 4,33 g est l'une des huit pièces d'or actuellement connues qui proviennent du milieu ou de la fin de la période anglo-saxonne. L’inscription « DE VICO LUNDONIAE » indique qu'elle a été frappée à Londres. Elle est exposée à la galerie des monnaies du British Museum, qui l'a rachetée pour 357 832 £ en février 2006,.

## Mort et succession
Cenwulf meurt en 821 à Basingwerk, près de Holywell dans le Flintshire. Il était alors probablement en pleins préparatifs d'une nouvelle campagne militaire contre les Gallois, campagne lancée l'année suivante par son frère et successeur Ceolwulf. Le roi défunt est inhumé à Winchcombe. Selon une hagiographie du XIe siècle, le jeune fils de Cenwulf, Kenelm (ou Cynehelm), serait monté sur le trône, mais il aurait été assassiné peu après par son tuteur Æscberht à l’instigation de sa sœur Cwenthryth. Ce récit émaillé d'anachronismes est problématique, d'autant qu'il est possible que Cynehelm soit en réalité mort vers 811, dix ans avant son père. Quoi qu’il en soit, le début du règne de Ceolwulf semble avoir été troublé par des luttes dynastiques : un document de 825 indique qu’après la mort de Cenwulf, « une grande discorde et des troubles innombrables survinrent entre plusieurs rois, nobles, évêques et ministres de l’Église de Dieu, à propos d’un grand nombre de problèmes séculiers ».
Cenwulf est le dernier roi de Mercie à dominer la majeure partie du sud de l'Angleterre, comme l'avaient fait nombre de ses prédécesseurs depuis Penda, au milieu du VIIe siècle. Quatre ans après sa mort, en 825, la bataille d'Ellendun marque le moment où Ecgberht de Wessex devient le plus puissant des souverains au sud du Humber.

### Sources primaires
- Asser (trad. Alban Gautier), Histoire du roi Alfred, Paris, Les Belles Lettres, 2013 (ISBN 978-2-25134063-0).
- (en) Bède le Vénérable (trad. Leo Shirley-Price, rév. R. E. Latham), Ecclesiastical History of the English People, Penguin, 1991 (ISBN 0-14-044565-X).
- (en) Michael Swanton (trad.), The Anglo-Saxon Chronicle, Routledge, 1996, 363 p. (ISBN 0-415-92129-5).
- (en) Dorothy Whitelock (éd.), English Historical Documents v. 1 c. 500–1042, Eyre & Spottiswoode, 1968.

### Sources secondaires
- (en) Richard Abels, Alfred the Great: War, Kingship and Culture in Anglo-Saxon England, Routledge, 2013 (1re éd. 1996) (ISBN 9781317900412)
- (en) Mark Blackburn et Philip Grierson, Medieval European Coinage, Cambridge University Press, 2006 (ISBN 0-521-03177-X).
- (en) John Blair, The Church in Anglo-Saxon Society, Oxford University Press, 2006 (ISBN 0-19-921117-5).
- (en) Nicholas Brooks, The Early History of the Church of Canterbury : Christ Church from 597 to 1066, Leicester University Press, 1984 (ISBN 0-7185-0041-5).
- (en) James Campbell, The Anglo-Saxon State, Hambledon and London, 2000 (ISBN 1-85285-176-7).
- (en) John Campbell, Eric John et Patrick Wormald, The Anglo-Saxons, Penguin Books, 1991 (ISBN 0-14-014395-5).
- (en) Peter Hunter Blair, Roman Britain and Early England : 55 B.C. — A.D. 871, W. W. Norton & Company, 1966 (ISBN 0-393-00361-2).
- (en) S. E. Kelly, « Wulfred », dans Michael Lapidge, John Blair, Simon Keynes et Donald Scragg (éd.), The Wiley Blackwell Encyclopedia of Anglo-Saxon England, Wiley Blackwell, 2014, 2e éd. (ISBN 978-0-470-65632-7)
- (en) Simon Keynes, « Mercia and Wessex in the Ninth Century », dans Michelle P. Brown et Carole A. Farr, Mercia: An Anglo-Saxon Kingdom in Europe, Continuum, 2001 (ISBN 0-8264-7765-8).
- (en) Simon Keynes, « Coenwulf », dans Michael Lapidge, John Blair, Simon Keynes et Donald Scragg (éd.), The Wiley Blackwell Encyclopedia of Anglo-Saxon England, Wiley Blackwell, 2014, 2e éd. (ISBN 978-0-470-65632-7)
- (en) D. P. Kirby, The Earliest English Kings, London/New York, Routledge, 1992, 241 p. (ISBN 0-415-09086-5).
- (en) Michael Lapidge, « Alcuin of York », dans Michael Lapidge, John Blair, Simon Keynes et Donald Scragg (éd.), The Wiley Blackwell Encyclopedia of Anglo-Saxon England, Wiley Blackwell, 2014, 2e éd. (ISBN 978-0-470-65632-7)
- (en) Pauline Stafford, « Political Women in Mercia, Eighth to Early Tenth Centuries », dans Michelle P. Brown et Carole A. Farr, Mercia: An Anglo-Saxon Kingdom in Europe, Continuum, 2001 (ISBN 0-8264-7765-8).
- (en) Frank Stenton, Anglo-Saxon England, Oxford, Clarendon Press, 1971, 765 p. (ISBN 0-19-821716-1).
- (en) Joanna Story, Carolingian Connections : Anglo-Saxon England and Carolingian Francia, c. 750–870, Aldershot/Burlington, Ashgate, 2003, 311 p. (ISBN 0-7546-0124-2).
- (en) Alan Thacker, « King, Saints, and Monasteries in Pre-Viking Mercia », Midland History, no 10,‎ 1985, p. 1-25 (ISSN 0047-729X).
- (en) Ann Williams, Kingship and Government in Pre-Conquest England c.500–1066, Basingstoke (GB)/London/New York (N.Y.), Macmillan, 1999, 243 p. (ISBN 0-333-56797-8).
- (en) Gareth Williams, « Mercian Coinage and Authority », dans Michelle P. Brown et Carole A. Farr, Mercia: An Anglo-Saxon Kingdom in Europe, Continuum, 2001 (ISBN 0-8264-7765-8).
- (en) Barbara Yorke, Kings and Kingdoms of Early Anglo-Saxon England, Londres, Seaby, 1990, 218 p. (ISBN 1-85264-027-8).
- (en) Sarah Zaluckyj, Mercia : The Anglo-Saxon Kingdom of Central England, Logaston Press, 2001 (ISBN 978-1-906663-54-4).